# Babol Universität für Medizinische Wissenschaften

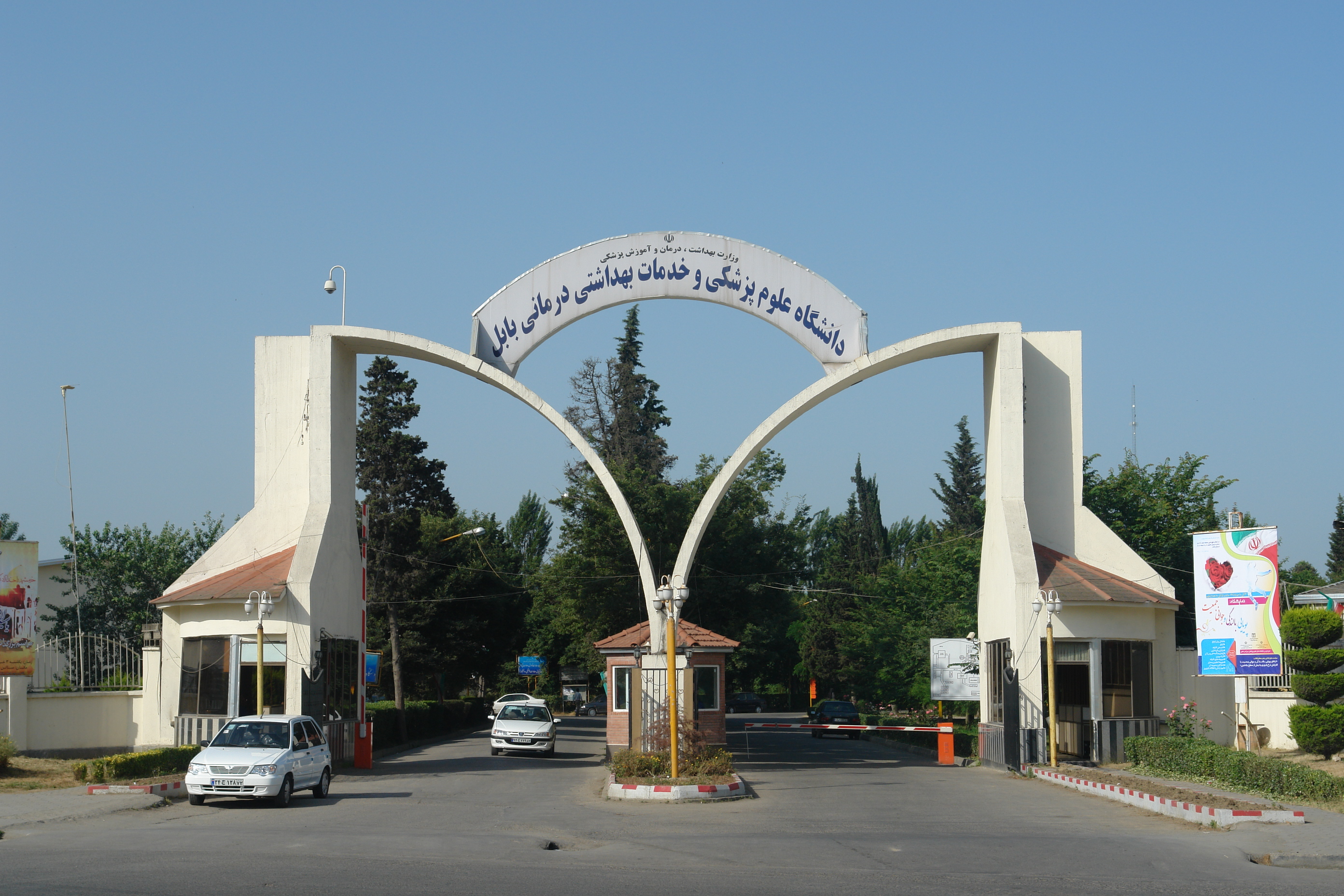
Babol Universität für medizinische Wissenschaften

Die Babol Universität für Medizinische Wissenschaften (MUBabol) (persisch: دانشگاه علوم پزشکی بابل, Danushgah-e 'lum-e Pezeshki-ye Babel) ist eine medizinische Universität in der iranischen Stadt Bābol in der Provinz Mazandaran.

## Geschichte
Die Universität wurde 1962 als Schule für Labortechniker gegründet und 1985 zur Universität. Sie hat mehr als 3700 eingeschriebene Studenten in allen Fakultäten. Die Universität betreibt sieben Krankenhäuser.

## Schulen
- Medizinische Fakultät (gegründet 1992)
- Krankenpflege- und Hebammenschule (gegründet 2017)
- Zahnmedizinische Fakultät (gegründet 1993),
- Gesundheitsschule (gegründet 2018)
- Sanitäterschule (gegründet 1962)
- Schule für Traditionelle Medizin (gegründet 2016)
- Rehabilitationsschule (gegründet 2016)
- Krankenpflegeschule (Ramsar)
- Institut für Gesundheitsforschung (gegründet 2016)

Die zahnmedizinische Fakultät ist eine von nur zwei Schulen im Iran, die Studenten für den Abschluss als Dental Nursing Associate ausbildet.

## Forschungszentren
1. Forschungszentrum für Zell- und Molekularbiologie
2. Forschungszentrum für nicht übertragbare pädiatrische Krankheiten
3. Forschungszentrum für Unfruchtbarkeit und reproduktive Gesundheit
4. Forschungszentrum für Infektionskrankheiten und Tropenmedizin
5. Forschungszentrum für Dentalmaterialien
6. Soziale Determinanten des Gesundheitsforschungszentrums
7. Forschungszentrum für Mobilitätseinschränkung
8. Krebsforschungszentrum
9. Forschungszentrum für Mundgesundheit
10. Forschungszentrum für traditionelle Medizin und Geschichte der medizinischen Wissenschaften
11. Pflegeforschungszentrum
12. Forschungszentrum für Neurowissenschaften
13. Forschungszentrum für Immunregulation

## Staatliche Krankenhäuser
1. Yahya Nezhad Krankenhaus (1928)
2. Amirkola Kinderkrankenhaus (1961)
3. Beheshti-Krankenhaus (1985)
4. Rohani-Krankenhaus (2006)
5. Rajaee-Krankenhaus (1985)
6. Fatemeh-Sahra-Krankenhaus (1996)
7. 17 Shahrivar-Krankenhaus (1986)